# Aerogaviota
Aerogaviota è una compagnia aerea cubana con sede a L'Avana mentre il suo hub principale è l'Aeroporto Internazionale José Martí.

## Storia
Aerogaviota è stata fondata nel 1994 appositamente per il trasporto di personale militare e turisti. Opera sia voli regolari nel territorio cubano per conto degli opertori turistici sia voli charter.

## Flotta
A gennaio 2020 la flotta di Aerogaviota risulta composta dai seguenti aerei:
| Aereo      | In flotta | Ordini | Passeggeri | Passeggeri | Note                           |
| Aereo      | In flotta | Ordini | Y          | Totale     | Note                           |
| ---------- | --------- | ------ | ---------- | ---------- | ------------------------------ |
| ATR 42-500 | 4         |        | 46         | 46         | CU-T1240 in configurazione VIP |
| Totale     | 4         |        |            |            |                                |

## Flotta storica

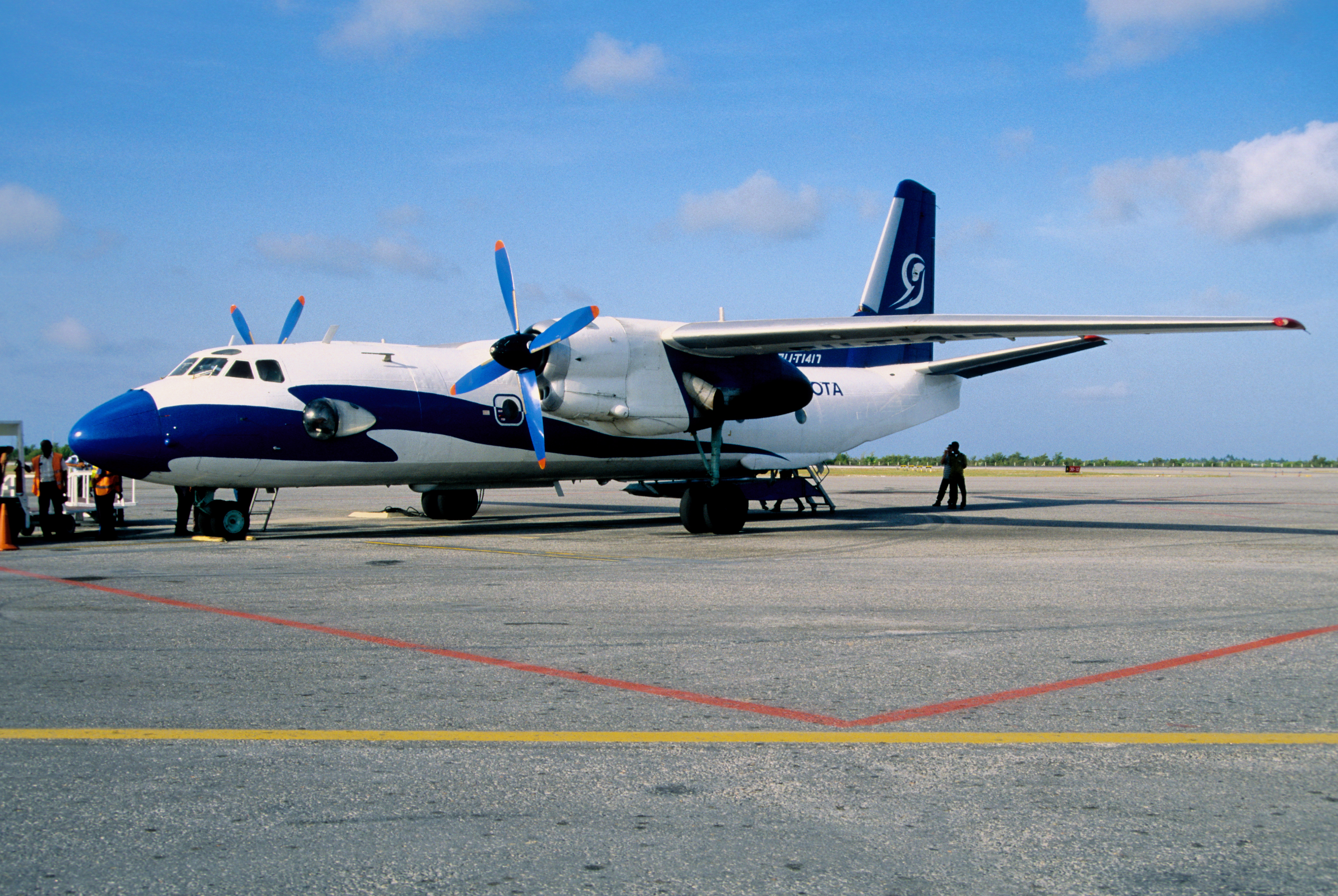
Un Antonov-26 di Aerogaviota.

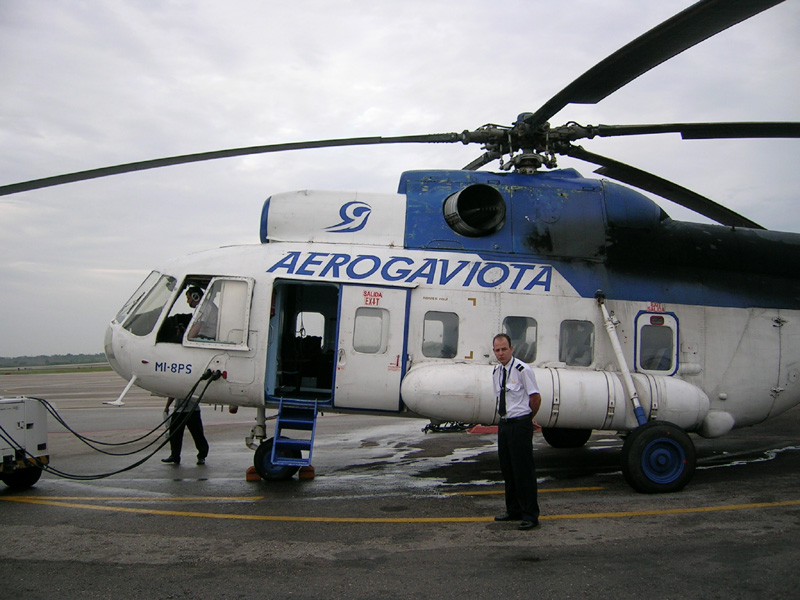
Un Mil Mi-8P di Aerogaviota.

Nel corso degli anni Cubana de Aviación ha operato con i seguenti modelli di aeromobili
- Antonov An-24
- Antonov An-26
- Antonov An-30
- ATR 42-300
- Yakovlev Yak-40K
- Mil Mi-8
- Mil Mi-17